# Campeonato Paulista de Futebol de 1949
O Campeonato Paulista de Futebol de 1949 foi a 9.ª edição do campeonato organizado pela FPF. Teve como campeão a equipe do São Paulo FC e o Palmeiras como vice.
O artilheiro do campeonato foi da equipe do São Paulo FC, Friaça, com 24 gols.

## História

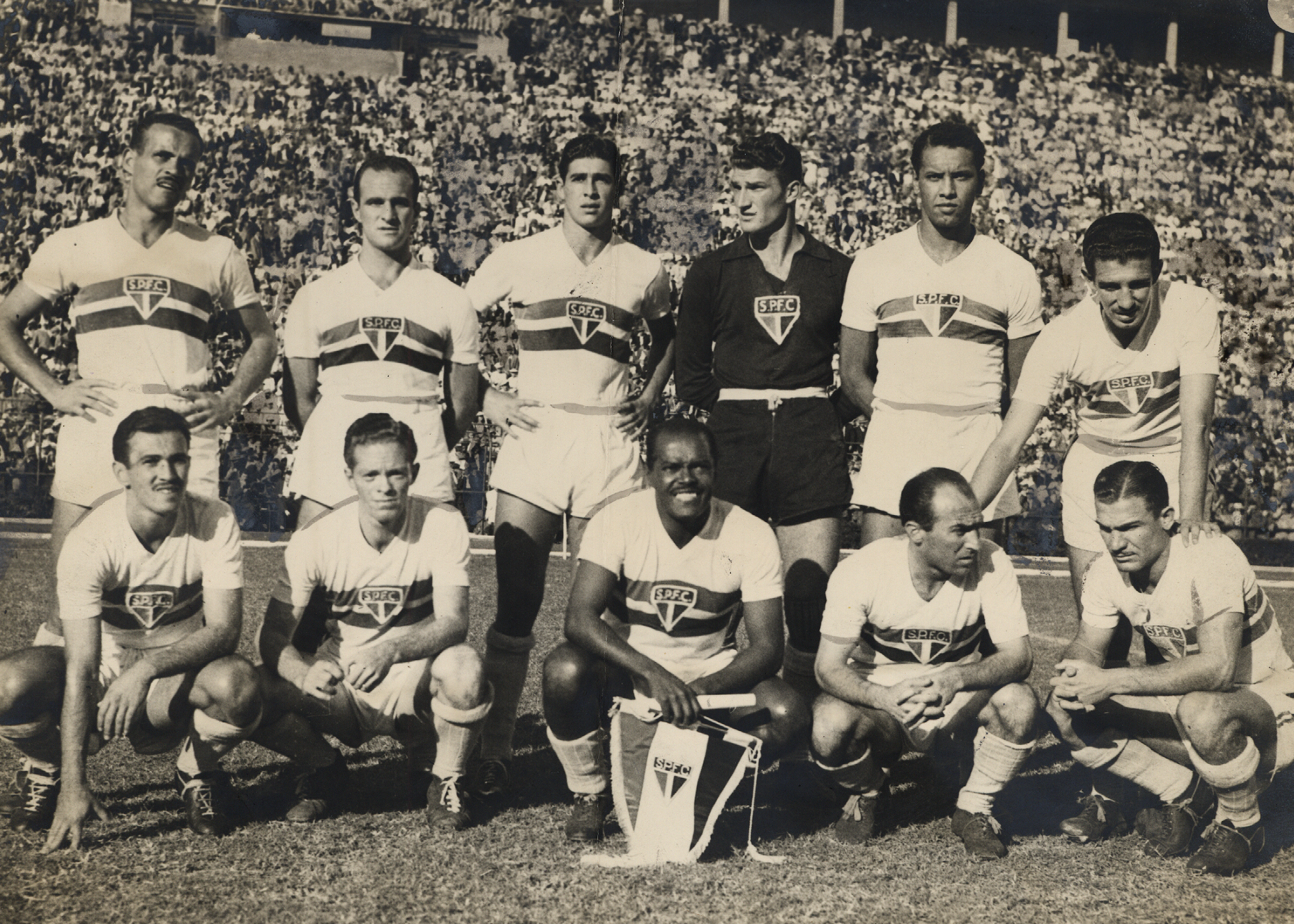
Time do São Paulo FC (junho de 1949)

Pela primeira vez na história do Paulistão um clube campeão da Segunda Divisão (atual Série A2) ascendia à Primeira Divisão (atual Série A1). Era o XV de Piracicaba que disputou pela primeira vez a série de elite do Futebol Paulista nesse ano, após ser campeão da Segunda Divisão (atual Série A2) no ano anterior, 1948.
Pela primeira vez, o último colocado do campeonato seria rebaixado para a Série A-2. Era o Comercial F.C. da capital. O ascenso e o descenso entre a Primeira e Segunda divisões estava institucionalizado, o qual; se manteria até hoje, com um pequeno hiato nos campeonatos de 1989 e 1990.

## Disputa do título
No campeonato por pontos corridos, mais uma vez a regularidade premia o melhor. O São Paulo teve campanha muito regular, perdendo apenas 2 jogos em 22 partidas. Chegou ao seu antepenúltimo jogo com 7 pontos de vantagem sobre o vice-líder Palmeiras. Não bastasse isso, o Palmeiras enfrenta o Corinthians e não passa de empate, chegando aos 27 pontos, 6 a menos que o líder. O São Paulo receberia o Santos no Pacaembu, em seu penúltimo jogo e se empatasse, chegando aos 34 pontos, ficaria inalcançável ao vice. Venceu por 3 a 1 em 20 de novembro e foi campeão com uma rodada de antecedência.

## Campanha do Campeão
- 12/06/1949 São Paulo 2-0 XV de Piracicaba

- 25/06/1949 São Paulo 1-0 Nacional

- 03/07/1949 São Paulo 7-2 Comercial (São Paulo)

- 10/07/1949 São Paulo 0-0 Portuguesa de Desportos

- 17/07/1949 Jabaquara 1-4 São Paulo

- 24/07/1949 São Paulo 5-1 Palmeiras

- 30/07/1949 São Paulo 3-1 Portuguesa Santista

- 07/08/1949 São Paulo 8-2 Juventus

- 14/08/1949 Santos 1-0 São Paulo

- 21/08/1949 São Paulo 5-1 Ypiranga

- 28/08/1949 São Paulo 3-2 Corinthians

- 10/09/1949 São Paulo 4-0 Jabaquara

- 18/09/1949 São Paulo 5-1 Ypiranga

- 25/09/1949 XV de Piracicaba 2-0 São Paulo

- 02/10/1949 São Paulo 4-0 Comercial (São Paulo)

- 16/10/1949 Portuguesa Santista 2-2 São Paulo

- 23/10/1949 Palmeiras 2-4 São Paulo

- 01/11/1949 São Paulo 5-0 Nacional

- 06/11/1949 São Paulo 1-1 Portuguesa de Desportos

- 12/11/1949 Juventus 0-1 São Paulo

- 20/11/1949 São Paulo 3-1 Santos

- 11/12/1949 São Paulo 3-3 Corinthians

## Jogo do título
- Jogo: São Paulo 3 x 1 Santos[5]
- Data: 20 de novembro de 1949
- Horário: À tarde
- Local: Estádio do Pacaembu
- Público: ???
- Renda: Cr$ 345.941,00
- Árbitro: Godfrey Sunderland
- Gols: primeiro tempo - Teixeirinha (25'), Friaça (31'); segundo tempo - Friaça (19') e Alemãozinho (44').
- São Paulo: Mário; Savério e Mauro Ramos; Rui, Bauer e Noronha; Friaça, Ponce de León, Leônidas da Silva, Remo e Teixeirinha. Técnico: Vicente Feola
- Santos: Chiquinho; Charreta e Dinho; Nenê, Pascoal e Alfredo; Alemãozinho, Antoninho, Juvenal, Odair e Pinhegas. Técnico: Osvaldo Brandão
  - Jogo preliminar: São Paulo (aspirantes) 3 x 0 Santos (aspirantes)

| Campeão Paulista de 1949 |
| ------------------------ |
| SÃO PAULO (6º título)    |

## Classificação Final
| Classificação - Final | Classificação - Final  | Classificação - Final | Classificação - Final | Classificação - Final | Classificação - Final | Classificação - Final | Classificação - Final | Classificação - Final | Classificação - Final | Classificação - Final | Classificação - Final |
| Time | Time                   | PG                    | J                     | V                     | E                     | D                     | GP                    | GC                    | SG                    |                       |                       |
| --- | ---------------------- | --------------------- | --------------------- | --------------------- | --------------------- | --------------------- | --------------------- | --------------------- | --------------------- | --------------------- | --------------------- |
| 1 | São Paulo              | 36                    | 22                    | 16                    | 4                     | 2                     | 70                    | 23                    | 47                    |                       |                       |
| 2 | Palmeiras              | 28                    | 22                    | 12                    | 4                     | 6                     | 40                    | 31                    | 9                     |                       |                       |
| 3 | Portuguesa             | 27                    | 22                    | 11                    | 5                     | 6                     | 57                    | 42                    | 15                    |                       |                       |
| 4 | Santos                 | 26                    | 22                    | 11                    | 4                     | 7                     | 51                    | 40                    | 11                    |                       |                       |
| 5 | Ypiranga               | 24                    | 22                    | 11                    | 2                     | 9                     | 50                    | 42                    | 8                     |                       |                       |
| 5 | Corinthians            | 24                    | 22                    | 8                     | 8                     | 6                     | 49                    | 37                    | 12                    |                       |                       |
| 7 | Portuguesa Santista    | 23                    | 22                    | 9                     | 5                     | 8                     | 38                    | 32                    | 6                     |                       |                       |
| 8 | XV de Piracicaba       | 22                    | 22                    | 9                     | 4                     | 9                     | 45                    | 44                    | 1                     |                       |                       |
| 9 | Jabaquara              | 17                    | 22                    | 7                     | 3                     | 12                    | 44                    | 53                    | -9                    |                       |                       |
| 10 | Juventus               | 15                    | 22                    | 5                     | 5                     | 12                    | 28                    | 51                    | -23                   |                       |                       |
| 11 | Nacional               | 12                    | 22                    | 5                     | 2                     | 15                    | 27                    | 70                    | -43                   |                       |                       |
| 12 | Comercial de São Paulo | 10                    | 22                    | 3                     | 4                     | 15                    | 29                    | 63                    | -34                   |                       |                       |
| PG — Pontos Ganhos; J — Jogos; V - Vitórias; E - Empates; D - Derrotas; GP — Gols Pró; GC — Gols Contra; SG — Saldo de Gols |                        |                       |                       |                       |                       |                       |                       |                       |                       |                       |                       |

|  |         |
|  | Campeão |

|  |           |
|  | Rebaixado |